# Borg El Arab
Borg El Arab (arabisch برج العرب, DMG Burǧ al-ʿArab) ist eine Stadt im Gouvernement al-Iskandariyya in Ägypten, 45 Kilometer südwestlich von Alexandria. Sie hat 113.209 Einwohner (Stand 2006). Sie liegt am Mittelmeer.
Zu den Infrastrukturen zählen der Flughafen Burg al-ʿArab, das Stadion Borg el-ʿArab und das Gefängnis Borg El Arab.